# Izumo (Shimane)

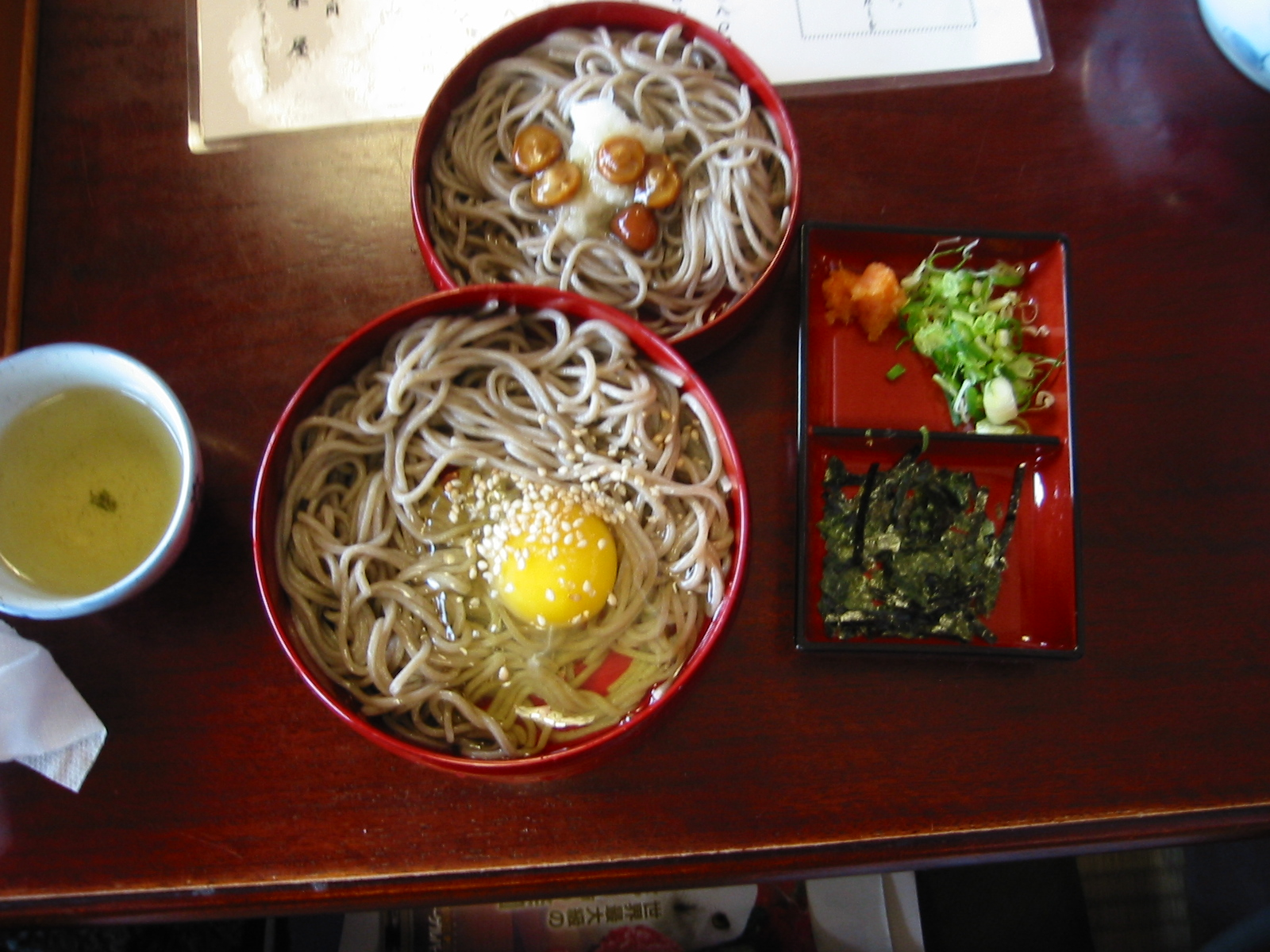
Izumo soba, una variedad de soba nombrada así en honor a la ciudad de Izumo.

Izumo (出雲市 Izumo-shi?) es una ciudad localizada en la prefectura de Shimane, Japón. En junio de 2019 tenía una población estimada de 172.965 habitantes y una densidad de población de 277 personas por km². Su área total es de 624,36 km².

## Historia
La ciudad fue fundada el 3 de noviembre de 1941.
Izumo es muy conocida por el plato "Izumo soba" y por el jinja Izumo Taisha.

## Geografía

### Localidades circundantes
- Prefectura de Shimane
  - Matsue
  - Ōda
  - Unnan
  - Iinan

## Demografía
Según los datos del censo japonés, esta es la población de Izumo en los últimos años.
| Año del censo | Población |
| ------------- | --------- |
| 1995          | 172.001   |
| 2000          | 173.776   |
| 2005          | 173.751   |
| 2010          | 171.485   |
| 2015          | 171.938   |

## Relaciones

### Ciudades hermanadas
- Santa Clara, Estados Unidos – 11 de octubre de 1986
- Higashiagatsuma, Japón – 27 de octubre de 1989
- Tanabe, Japón – 27 de octubre de 1989

### Ciudades asociadas
- Isahaya, Japón – 28 de julio de 1981
- Tsuyama, Japón – 28 de julio de 1981
- Sakurai, Japón – 2 de octubre de 1989
- Hanzhong, China – 2 de noviembre de 1996
- Évian-les-Bains, Francia – 15 de febrero de 2002
- Kalajoki, Finlandia – 8 de mayo de 2003
- Kotohira, Japón – 25 de septiembre de 2004
- Dún Laoghaire, Irlanda – 5 de junio de 2008
- Komaki, Japón – 28 de abril de 2016